# Ixia dubia
Ixia dubia  es una especie del género Ixia que crece en las laderas de granito desde Piketberg a Caldon, Sudáfrica.

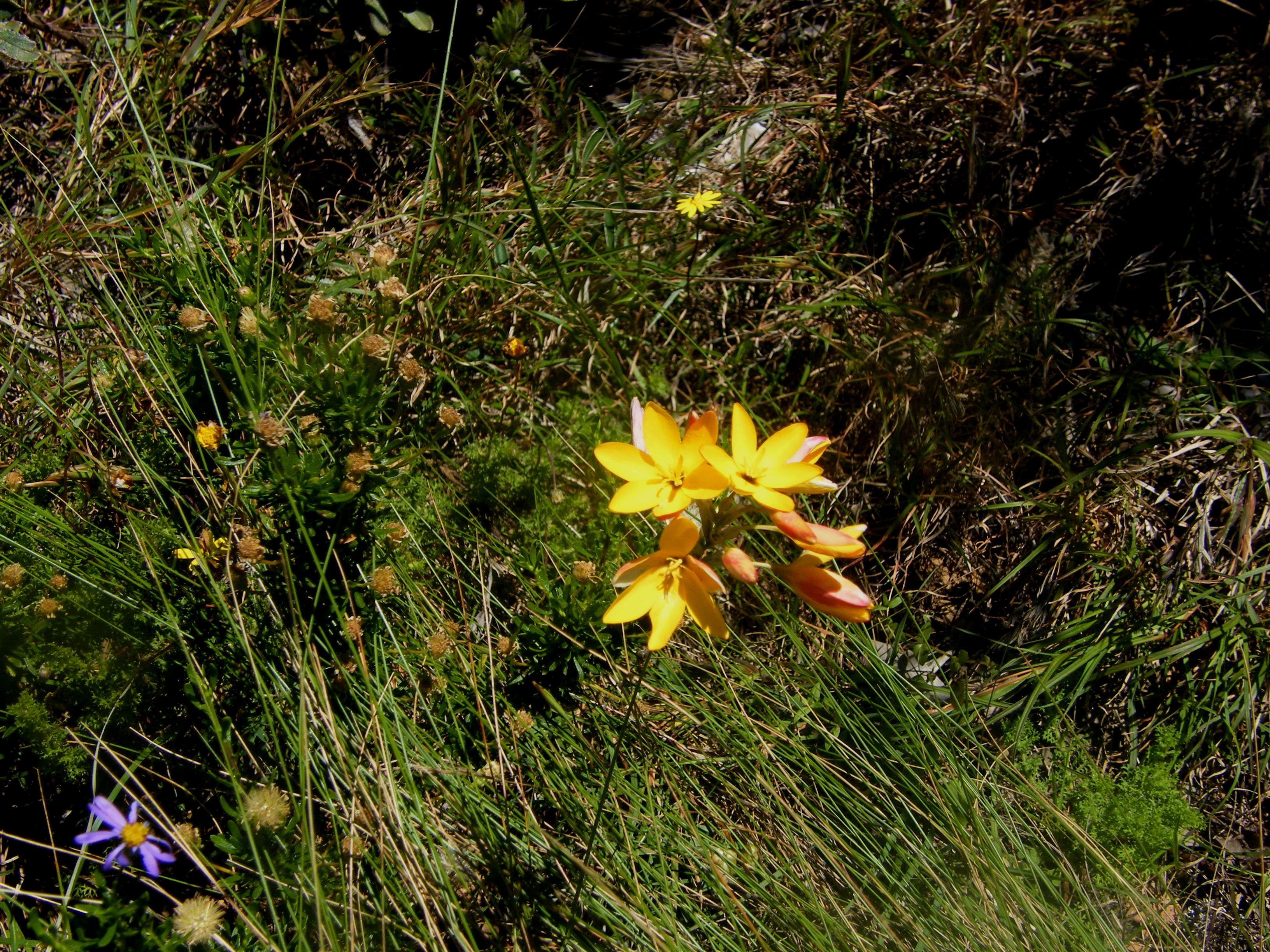
Vista de la planta

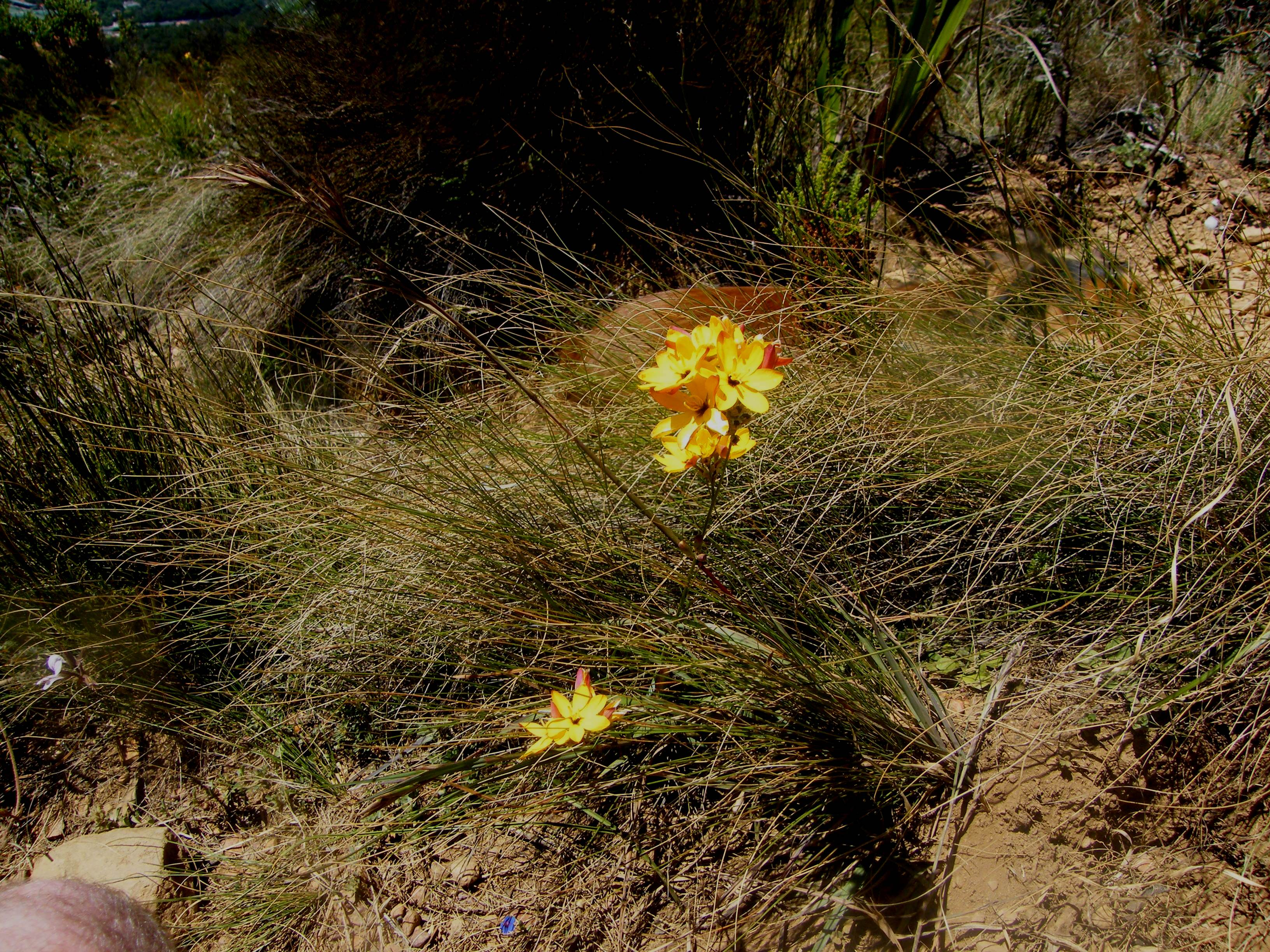
En su hábitat

## Descripción
Ixia dubia, es una planta herbácea perennifolia, geofita que alcanza un tamaño de 0.2 - 0.5 m de altura. Se encuentra a una altitud de 30 - 245 metros en Sudáfrica.
Ixia dubia, es una especie con flores de color naranja o amarillo, a menudo con centros oscuros, que se encuentra en la piedra arenisca, pisos y laderas de granito  en la Provincia del Cabo desde Piketberg a Caldon.

## Taxonomía
Ixia dubia fue descrita por Étienne Pierre Ventenat y publicado en Choix Pl. t. 10. 1803 La especie tipo es: Ixia polystachya L. 
Etimología
Ixia: nombre genérico que deriva del griego: ἰξία (ixia) (= χαμαιλέων λευκός, (leukos chamaeleon)), el cardo de pino, Carlina gummifera, una planta no relacionada en las (margaritas) de la familia Asteraceae.
dubia: epíteto latíno que significa "dudosa, incierta"
Sinonimia
- Gladiolus umbellatus Schrank
- Ixia frederickii M.P.de Vos[6][7]